# Thyranthrene pyrophora
Thyranthrene pyrophora is een vlinder uit de familie van de wespvlinders (Sesiidae), onderfamilie Sesiinae.
Thyranthrene pyrophora is voor het eerst wetenschappelijk beschreven door George Francis Hampson in 1919. De soort komt voor in het Afrotropisch gebied.